# Stefan Rosada
Stefan Rosada (ur. 27 sierpnia 1897 w Koronowie, zm. 28 października 1974 w Mineola (Nowy Jork)) – prawnik, notariusz, senator w II Rzeczypospolitej.

## Życiorys
Ukończył poznańskie Gimnazjum św. Marii Magdaleny. Po kursie wojskowym został wcielony w 1915 do armii niemieckiej. Jako doświadczony żołnierz frontowy w stopniu podporucznika w grudniu 1918 brał udział w  wyzwalaniu Poznania, a w styczniu 1919 brał udział w zdobywaniu Ławicy zostając adiutantem Kazimierza Nieżychowskiego. Jako dowódca pierwszej baterii 14 Pułku Artylerii Lekkiej wziął udział w wojnie polsko-bolszewickiej. Za udział w wojnie odznaczony dwukrotnie Krzyżem Walecznych i Krzyżem Niepodległości. Dosłużył się stopnia kapitana artylerii. Ukończył prawo na Uniwersytecie Poznańskim składając egzamin sędziowski. W latach 1924–1933 pracował jako adwokat i notariusz w Mogilnie, w latach 1934-1936 tylko jako notariusz. Od grudnia 1936 został przeniesiony  jako notariusz Sądu Okręgowego w Poznaniu. W 1935 bezskutecznie kandydował w wyborach do Sejmu RP z okręgu 99. 13 listopada 1938 roku został wybrany senatorem V kadencji (1938–1939). W przeddzień wybuchu wojny wyjechał do Warszawy na posiedzenie Senatu, wstąpił do wojska i do 17 września 1939 był zastępcą przewodniczącego sądu wojskowego w Krzemieńcu. Następnie ukrywał się w Łodzi i w Warszawie a od grudnia 1939 na Litwie. 14 czerwca 1941 został aresztowany przez NKWD i przetrzymywany w różnych obozach pracy. W lutym 1942 wstąpił do Armii Andersa przez Iran dotarł do Palestyny, a w połowie 1942 skierowany do Wielkiej Brytanii. 1 stycznia 1945 awansowany do stopnia majora. W 1948 był jeszcze w Wielkiej Brytanii, następnie w 1951 przeniósł się do USA, gdzie po ukończeniu studiów podyplomowych z zakresu prawa porównawczego zajął się pracą naukową. Do końca życia pozostał na emigracji.